# 川那部浩哉
川那部 浩哉（かわなべ ひろや、1932年5月10日 - ）は、日本の生物学者。京都大学名誉教授。滋賀県立琵琶湖博物館前館長（名誉学芸員）。専門は群集生態学、動物社会学。理学博士（京都大学 , 1960年）。

## 来歴
京都市出身。1948年（昭和23年）京都府立第二中学校を卒業、1951年（昭和26年）京都府立鴨沂高等学校を卒業後、京都大学理学部に入学。宮地傳三郎教授を師事し、動物学と生態学を学んだ。
1960年、京都大学の助手に任官。その後、1967年に助教授、1977年に教授に昇任。1996年に教授を退官後、滋賀県立琵琶湖博物館館長に就任した。2010年に滋賀県立琵琶湖博物館館長を退任。

## 学問上の関心
淡水生物の生態を主に研究。ことに種間の相互作用を重視した群集の研究を行う。実地調査においては、1977年開始のアフリカ・タンガニーカ湖における魚類の群集生態学および動物社会学的研究。インドネシアにおけるアゼネズミの個体群の動態研究を行う（いずれも、具体的な研究・調査上の方法・内容不明。研究成果不明）。

## 略歴
- 1955年：京都大学理学部動物学科卒業
- 1960年
  - 京都大学大学院理学研究科動物学専攻博士課程修了
  - 京都大学理学部助手
- 1961年：京都大学理学部講師
- 1967年：京都大学理学部助教授
- 1977年：京都大学理学部教授
- 1991年：京都大学理学部教授（同生態学研究センター長（初代、併任））
- 1993年：京都大学生態学研究センター長・教授（専任、同理学部教授併任）
- 1996年：京都大学退官、滋賀県立琵琶湖博物館館長
- 2010年
  - 滋賀県立琵琶湖博物館館長を退任（名誉学芸員）
  - フランス共和国レジオンドヌール勲章シュヴァリエを受章[2]

## 受賞
- 1996年 日本学士院エジンバラ公賞

## 栄典
- 2010年 フランス共和国 レジオン・ドヌール勲章シュヴァリエ

## 著書

### 単著
- 川那部浩哉『川と湖の魚たち』中央公論社〈中公新書〉、1969年、ISBN 4121001834。
- 川那部浩哉『生物と環境 - 川魚の生態を中心に』人文書院、1978年、ISBN 4409240064。
- 川那部浩哉『川と湖の生態学』講談社〈講談社学術文庫〉、1985年、ISBN 4061587080。
- 川那部浩哉『偏見の生態学』農山漁村文化協会〈人間選書〉、1987年、ISBN 4540860976。
- 川那部浩哉『曖昧の生態学』農山漁村文化協会〈人間選書〉、1996年、ISBN 4540950894。
- 川那部浩哉『生物界における共生と多様性』人文書院、1996年、ISBN 4409240498。
- 川那部浩哉『魚々食紀 - 古来、日本人はどう魚を食べてきたか』平凡社〈平凡社新書〉、2000年、ISBN 4582850413。

### 共著
- 宮地伝三郎・川那部浩哉・水野信彦『原色日本淡水魚類図鑑』保育社〈保育社の原色図鑑〉、1963年。
- 川那部浩哉、桜井淳史写真『アユの博物誌』平凡社、1982年、ISBN 4582618022
- 川那部浩哉・水野信彦『検索入門 川と湖の魚1』保育社、1989年、ISBN 4586310332。
- 川那部浩哉・水野信彦『検索入門 川と湖の魚2』保育社、1990年、ISBN 4586310340。
- 小原秀雄・林良博・川那部浩哉『対論 多様性と関係性の生態学』農山漁村文化協会〈人間選書〉、1999年、ISBN 4540990306。

### 編著・監修
- 川那部浩哉・水野信彦編・監修、桜井淳史ほか写真『日本の淡水魚』山と溪谷社〈山溪カラー名鑑〉、1989年、ISBN 4635090213。
- 川那部浩哉監修『淡水魚 改訂版』東海大学出版会〈フィールド図鑑〉、1993年、ISBN 4486009533。
- 川那部浩哉・水野信彦編・監修、桜井淳史ほか写真『日本の淡水魚 第2版7刷（改定刷）』山と溪谷社〈山溪カラー名鑑〉、1995年、ISBN 4635090213。
- 川那部浩哉編著『博物館を楽しむ - 琵琶湖博物館ものがたり』（岩波書店〈岩波ジュニア新書〉、2000年、ISBN 4005003605。
- 川那部浩哉・水野信彦・細谷和海編・監修、桜井淳史ほか写真『日本の淡水魚 改訂版』山と溪谷社〈山溪カラー名鑑〉、2001年、ISBN 4635090213。
- 川那部浩哉編『生物多様性の世界 - 人と自然の共生というパラダイムを目指して - 第17回「大学と科学」公開シンポジウム講演収録集』クバプロ、2003年、ISBN 4878050330。

### 訳書
- チャールズ・S. エルトン『侵略の生態学』川那部浩哉・大沢秀行・安部琢哉訳、思索社、1971年、ISBN 4783500045。
- チャールズ・S. エルトン『動物の生態』川那部浩哉・井原敏明・谷田一三・松井宏明・堀道雄訳、思索社、1978年、ISBN 4783500649。
- チャールズ・S. エルトン『侵略の生態学 新装版』川那部浩哉・大沢秀行・安部琢哉訳、思索社、1988年、ISBN 478350153X。
- チャールズ・S. エルトン『動物の生態 新装版』川那部浩哉・井原敏明・谷田一三・松井宏明・堀道雄訳、思索社、1989年、ISBN 4783500649。
- チャールズ・S. エルトン『動物群集の様式』川那部浩哉監訳、遠藤彰・江崎保男訳、思索社、1990年、ISBN 4783501831。

### その他
- 高橋健『川の自然を残したい - 川那部浩哉先生とアユ』ポプラ社〈未来へ残したい日本の自然〉、2001年、ISBN 4591067866。